# 馬爾吉塔
馬爾吉塔是羅馬尼亞的城鎮，位於該國西北部，距離首府奧拉迪亞43公里，由比霍爾縣負責管轄，面積83.73平方公里，海拔高度140米，2009年人口17,177，約一半居民信奉東正教。

## 外部連結
- www.marghita.ro （页面存档备份，存于）